# Walter A. Bechtler Stiftung
Die Walter A. Bechtler Stiftung wurde 1955 vom Zürcher Unternehmer Walter A. Bechtler gegründet. Sie dient dem Zweck, zeitgenössische Kunst – v. a. Plastiken und Skulpturen – anzukaufen und auf öffentlichem Grund der Bevölkerung zugänglich zu machen.

## Stiftungszweck
Die Stiftung wurde mit folgendem Stiftungszweck gegründet: «Ankauf von Werken zeitgenössischer Plastik, welche der Stadtgemeinde Zürich oder anderen zürcherischen Gemeinden zur Aufstellung auf öffentlichem Grund oder an Orten, die der Öffentlichkeit allgemein zugänglich sind, zur Verfügung gestellt werden.»
Die langjährige Debatte um das Kunstobjekt «Cube» von Sol LeWitt erforderte 2009 eine Änderung des Stiftungszwecks: Waren es seit der Gründung der Stiftung im Jahr 1955 ausschliesslich die Stadt Zürich und andere Zürcher Gemeinden, die für die Schenkungen in Frage kamen, so dehnte die Stiftung 1995 das Gebiet auf andere Schweizer Städte und Gemeinden aus.
Seit 2009 lautet der Stiftungszweck: «Die Stiftung bezweckt: Unterstützung kultureller Bestrebungen mit Schwerpunkt in der bildenden Kunst; Ankauf von Werken zeitgenössischer Plastik sowie von verwandten Kunstwerken, wie insbesondere Installationen, Filmen und Videoarbeiten, welche der Stadtgemeinde Zürich oder anderen schweizerischen (Stadt-)Gemeinden zur Aufstellung auf öffentlichem Grund oder an Orten, die der Öffentlichkeit allgemein zugänglich sind, insbesondere Museen, zur Verfügung gestellt werden. Pflege und Ausstellung des Werkes von Walter De Maria 'The 2000 Sculpture', um dieses wichtige, 1992 vom Künstler für die Ausstellung im Kunsthaus Zürich geschaffene Werk dauernd zu erhalten und in würdiger Weise der Öffentlichkeit zugänglich zu machen. Die Stiftung verfolgt weder Erwerbs- noch Selbsthilfezwecke.»

## Geschichte
Walter A. Bechtler baute zusammen mit seinem Bruder Hans C. Bechtler vor dem Zweiten Weltkrieg die Luwa AG in Zürich auf, ein auf Luft- und Klimatechnik spezialisiertes Unternehmen. Neben der erfolgreichen Tätigkeit als Unternehmer waren die beiden Brüder auch als Kunstsammler aktiv und prägten die Zürcher Kulturpolitik.
Walter Bechtler war von 1957 bis 1972 Mitglied des Vorstandes der Vereinigung Zürcher Kunstfreunde. Zudem war er Mitglied der Ausstellungskommission der Zürcher Kunstgesellschaft. Sein Bruder Hans C. Bechtler amtete als Präsident der Sammlungskommission und als Vizepräsident der Kunstgesellschaft. 1956 wurde im Kunstmuseum Winterthur eine Auswahl an Skulpturen, Grafik und Malerei aus dem Besitz der Geschwister Hans und Walter Bechtler gezeigt. 1982 wurde im Kunsthaus Zürich ein Einblick in die Sammlungstätigkeit der Bechtler-Brüder gezeigt.
Walter Bechtler war es ein Anliegen, internationale Kunst, insbesondere Plastiken, der Öffentlichkeit zugänglich zu machen und im öffentlichen Raum in Zürich aufzustellen. Weil die öffentliche Kunstförderung jedoch hauptsächlich die lokalen Kunstschaffenden unterstützte, war die Möglichkeit, internationale Kunst im Stadtraum aufzustellen, geschmälert. Ein Ausweg der kommunalen Bevorzugung einheimischen Kunstschaffens war für Walter A. Bechtler unter anderem ein Grund für die Gründung der Stiftung.
Nach dem Ableben von Walter Bechtler wurde 1995 Ruedi Bechtler, einer seiner Söhne, Präsident der Stiftung. Thomas W. Bechtler wurde 1987 Präsident der Zürcher Kunstgesellschaft und im selben Jahr neues Mitglied der Kunstkommission der Stadt Zürich.

## Tätigkeiten der Stiftung

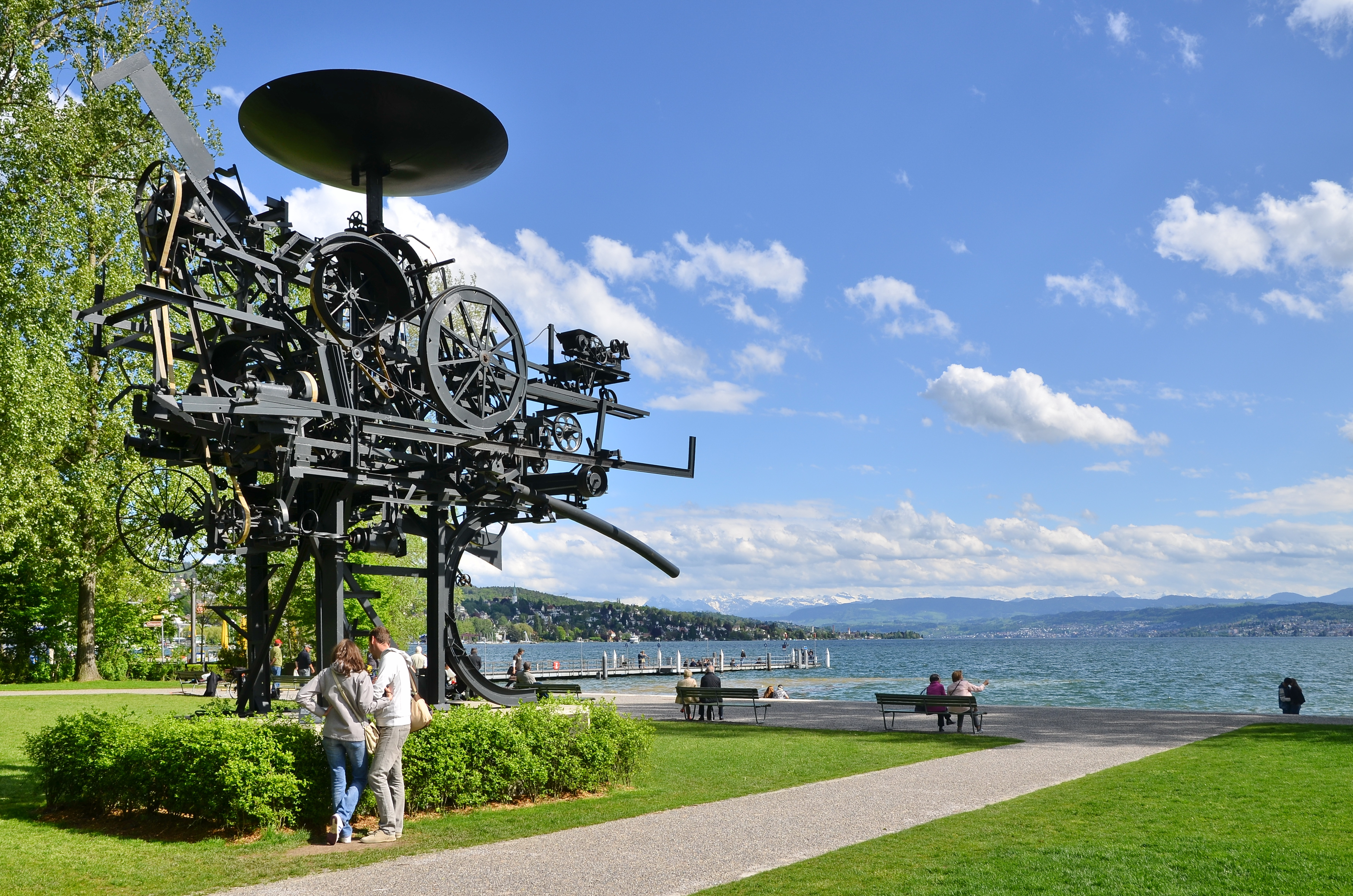
Heureka in Zürich

Die Stiftung wurde im Jahr 1955 gegründet. Bis Anfang der 1980er-Jahre fanden sechs Kunstwerke der Stiftung einen Platz im öffentlichen Raum, und zwar in Zollikon und Zürich (darunter Jean Tinguely, Heureka).
Für eine längere Debatte um einen geeigneten Standort in Zürich sorgte 1965 die Eisenplastik «Heureka» von Jean Tinguely. Für die gigantische Maschinenskulptur wurden etwa ein Dutzend Standorte geprüft, an denen das Kunstwerk aber jedes Mal auf Widerstand gestossen war. Nach Standorten wie der Landiwiese oder beim Hallenstadion einigte man sich auf den vermeintlich provisorischen Standort am Zürichhorn, wo die Skulptur heute noch immer steht.

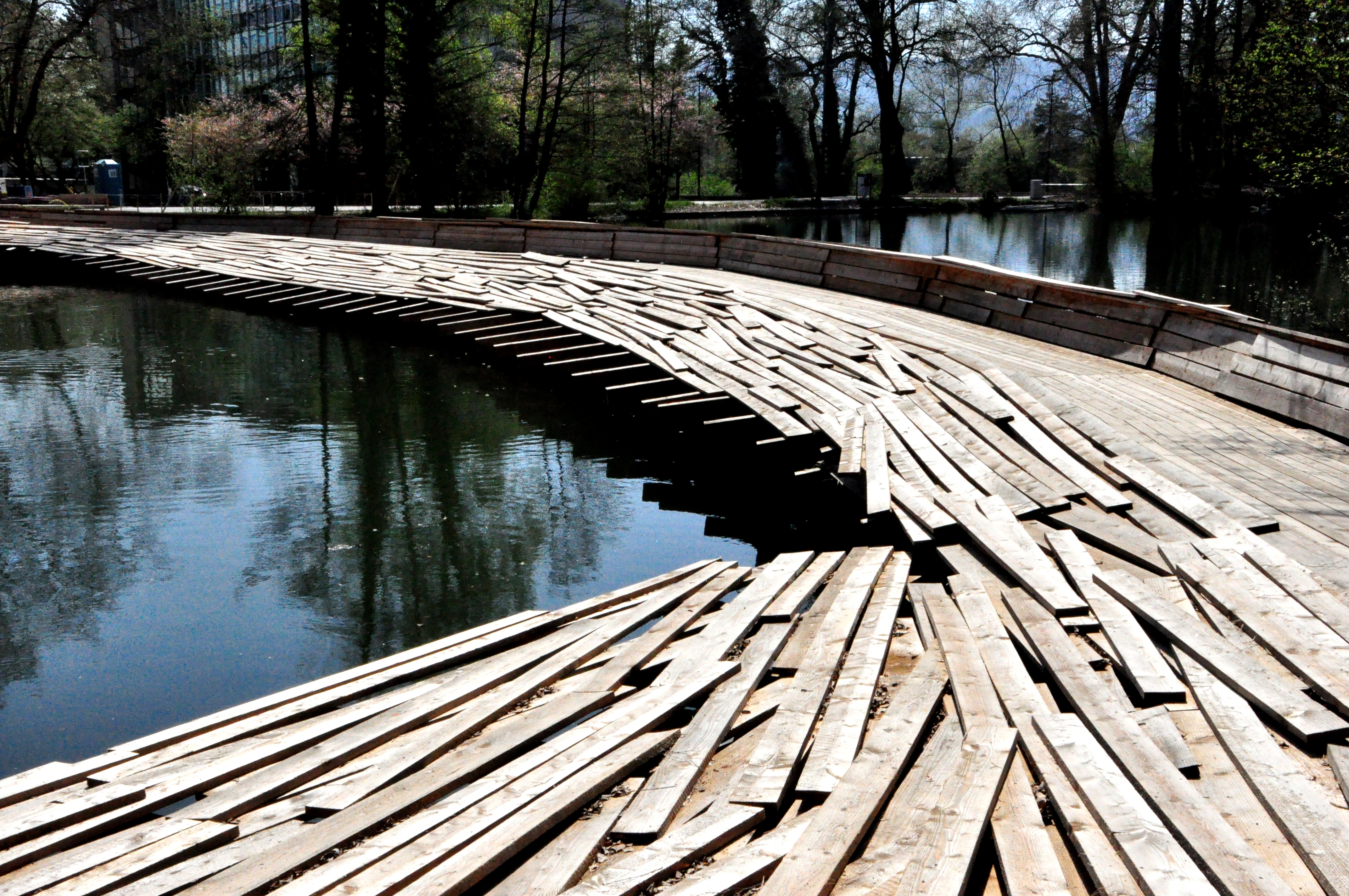
Tadashi Kawamata: Steg zum «Cube» in Uster

Eine noch weitaus grössere Debatte als Tinguelys «Heureka» löste die Standortsuche von Sol LeWitts «Cube» aus.
1986 sollte der Stadt Zürich ein Kunstwerk zur Aufstellung im öffentlichen Raum überlassen werden: «Cube», ein weisser Würfel aus Stein mit fünf Meter Kantenlänge des US-amerikanischen Künstlers Sol LeWitt. Bevor jedoch der Stadtrat definitiv über eine Annahme des Geschenkes bestimmte, setzte eine unerwartet heftig geführte Debatte ein. Künstler, Kunstvermittlerinnen und Leserinnen nahmen in den Medien Stellung, und in der Stadtverwaltung wurde während der folgenden sechs Jahre immer wieder über einen möglichen Standort debattiert. Dutzende von Standorten wurden geprüft und immer wieder verworfen. Auch andere Standorte wie in St. Gallen, Zug oder im Engadin waren im Gespräch, scheiterten aber aus verschiedensten Gründen. «Cube» von Sol LeWitt ist seit Juni 2011 im Zellweger-Park in Uster zu bewundern, einem weiteren Engagement der Stiftung im öffentlichen Raum: In diesem Teil von Uster entsteht ein neues Stadtviertel, das nicht nur Wohnungen und Arbeitsplätze bereithält, sondern im Auftrag der Stiftung auch markante Werke der internationalen und der schweizerischen Gegenwartskunst der Öffentlichkeit zugänglich macht.
Ein Streit um die Alberto-Giacometti-Stiftung stellt ein wichtiges Kapitel im kulturpolitischen Engagement der Gebrüder Bechtler dar: Der amerikanische Sammler G. David Thompson verkaufte 1960 eine Sammlung mit 60 Plastiken, 10 Ölbildern und 20 Zeichnungen von Alberto Giacometti. Dank der Initiative, dem hartnäckigen Engagement und der Gründung eines Unterstützungskomitees durch Hans C. und Walter A. Bechtler war es möglich, die Sammlung dem Kunsthaus Zürich mit privaten Geldern zu überlassen.

## Aktuelle Schwerpunkte
Neben der geografischen Ausweitung des Stiftungszwecks hat die Stiftung im Laufe der Jahre auch ihre Kunstförderung dem aktuellen Kunstgeschehen angepasst. Zu Skulpturen und Plastiken kamen neu auch Installationen und Videokunst hinzu. Diese Werke werden heute renommierten Kunstinstitutionen als Dauerleihgaben zur Verfügung gestellt.

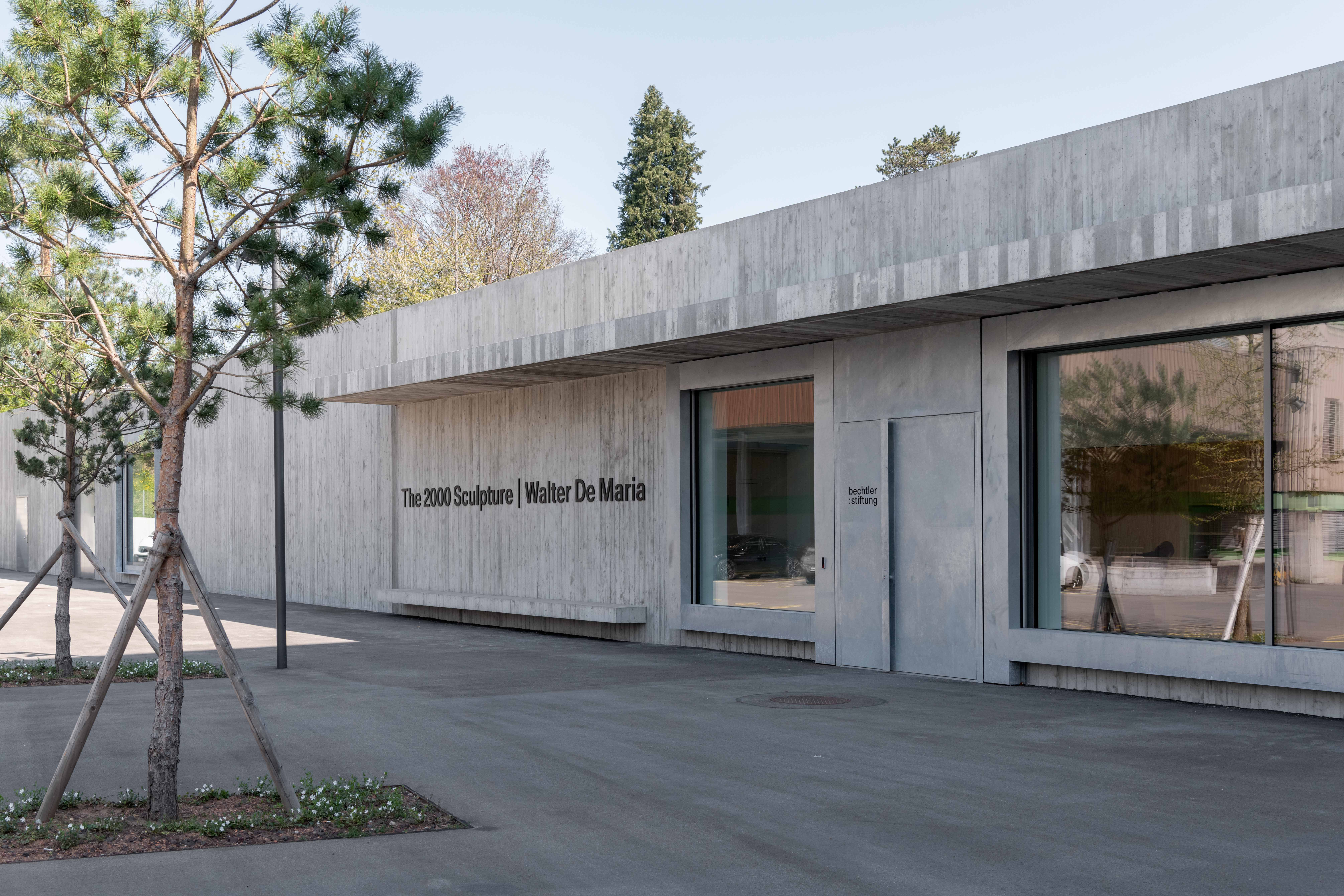
Museum Bechtler Stiftung

2022 wurde das Museum Bechtler Stiftung in Uster bei Zürich eröffnet.
Dort wurde ein Ausstellungsraum speziell für das Werk «The 2000 Sculpture» von Walter De Maria, die «weltweit grösste Bodenskulptur», geschaffen.
Daneben wird die Videoinstallation I Couldn't Agree With You More von Pipilotti Rist präsentiert. Wechselnde Ausstellungen zeitgenössischer Künstler ergänzen das Museumsangebot.

Bisherige Ausstellungen galten Sigmar Polke, Pamela Rosenkranz, Sylvie Fleury, Peter Fischli und David Weiss.
Direkt hinter dem Museumsbau liegt frei zugänglich der «Zellweger Park», in dem weitere bedeutende Werke der internationalen und Schweizer Gegenwartskunst zu sehen sind.
Stand bei der Gründung der Stiftung der Ankauf von einzelnen Werken für den Aussenraum im Vordergrund, engagiert man sich heute neben dem Einzelkauf etwa auch für längerfristige Projekte wie das "Public Plaiv" im Oberengadin.
Die Erweiterung des Stiftungszwecks ist dem Engagement von Thomas Bechtler und seinem Bruder Ruedi Bechtler, Stiftungspräsident und Mehrheitsaktionär des Hotels Castell in Zuoz, zuzuschreiben. Im Hotel Castell entwickelte sich im Laufe einiger Jahre ein Konzept, Kunst und Tourismus in einzigartiger Weise zu verbinden. Das Felsenbad von Tadashi Kawamata oder der Rundbau «Skyspace Piz Uter» von James Turrell ermöglichen Kunstgenuss und neue Sinneswahrnehmungen in direkter Nähe zum Hotel. Zudem wurde in Zusammenarbeit mit der Wirtschaftsorganisation La Plaiv und der Hochschule für Gestaltung und Kunst Zürich – heute Zürcher Hochschule der Künste (im speziellen Institut für Gegenwartskünste) – die Relevanz von Kunst im Landschaftsraum La Plaiv untersucht und wichtige Kunstprojekte realisiert.
Beispielsweise kann Ken Lums Museum mit fiktiver Migrationsgeschichte in La Punt Chamues-ch besichtigt werden. Weiter ist in S-chanf der berühmte «Raum ohne Titel» von Fischli/Weiss durch ein Garagenfenster zu bestaunen.
Heute pflegt die Stiftung die Zusammenarbeit mit verschiedenen Museen, beispielsweise mit dem Kunsthaus Zürich, dem Kunstmuseum St. Gallen, dem Aargauer Kunsthaus und dem Musée cantonal des Beaux-Arts und vergab bei verschiedenen Gelegenheiten auch grössere, komplexere Werke als Dauerleihgaben.